# Secretaria d'Estat de Política Territorial
La Secretaria d'Estat de Política Territorial d'Espanya és una Secretaria d'Estat de l'actual Ministeri de Política Territorial i Funció Pública. Substitueix l'antiga Secretaria d'Estat per a les Administracions Territorials, creada en 2016 en substitució de la Secretària General de Coordinació Autonòmica i Local, creada en 2011 en substitució de la Secretaria d'Estat d'Organització Territorial de l'Estat, creada en 1982. El 2020 va ser fusionada amb la Secretaria d'Estat de Funció Pública per esdevenir la Secretaria d'Estat de Política Territorial i Funció Pública.

## Funcions
D'acord amb el Reial decret 863/2018, li correspon a la Secretaria d'Estat:
- L'impuls, direcció i gestió de la política del Govern referent a l'organització i activitat territorial de l'Estat, a la seva Administració Perifèrica, així com a les relacions institucionals amb les comunitats autònomes i les entitats locals.
- L'impuls i coordinació de la Conferència de Presidents, així com la Presidència del Consell de les Llengües Oficials en l'Administració General de l'Estat.

## Estructura
De la Secretaria d'Estat de Política Territorial depenen els següents òrgans directius:
- La Secretaria General de Coordinació Territorial, amb rang de Subsecretaria, de la qual depenen els següents òrgans directius:
- La Direcció general de Cooperació Autonòmica i Local.
- La Direcció general de Règim Jurídic Autonòmic i Local.

Com a òrgan de suport i assistència immediata al titular de la Secretaria d'Estat existeix un Gabinet, amb nivell orgànic de Subdirecció General.

## Titulars
- Manuel Broseta (1979-1982) (Com a Secretari d'Estat per les Comunitats Autònomes)
- Víctor Manuel Carrascal Felgueroso (1980) (Com a Secretari d'Estat per les Corporacions Locals)
- María Izquierdo Rojo (1982-1987) (Com a Secretària d'Estat per les Comunitats Autònomes)
- José Francisco Peña Díez (1987-1996) (Com a Secretari d'Estat per les Administracions Territorials)
- Jorge Fernández Díaz (1996-1999) (Com a secretari d'Estat per les Administracions Territorials)
- Francisco Camps Ortiz (1999-2000) (Com a secretari d'Estat per les Administracions Territorials)
- Gabriel Elorriaga Pisarik (2000-2004) (Com a Secretari d'Estat d'Organització Territorial de l'Estat)
- José Luis Méndez Romeu (2004-2005)
- Ana Isabel Leiva Díaz (2005-2007)
- Fernando Puig de la Bellacasa (2007-2009)
- Gaspar Zarrías Arévalo (2009-2011)
- Enrique Ossorio Crespo (2011-2012) (Com a Secretari General de Coordinació Autonòmica i Local en el Ministeri d'Hisenda i Administracions Públiques)[3]
- Rosana Navarro Heras (2012-2016) (Com a Secretària General de Coordinació Autonòmica i Local en el Ministeri d'Hisenda i Administracions Públiques)[4]
- Roberto Bermúdez de Castro Mur (2016-2018) (Como Secretari d'Estat per a les Administracions Territorials en el Ministeri de la Presidència i per les Administracions Territorials)[5]
- Ignacio Sánchez Amor (2018-2020)[6][7]
- Francisco Hernández Spínola (2020-)[8] com a Secretari d'Estat de Política Territorial i Funció Pública.